# Hans-Jürgen Ziegler
Hans-Jürgen Ziegler, né le 12 mai 1951 est un athlète allemand, spécialiste du saut à la perche.

## Biographie
Il finit deuxième aux Championnats d'Europe d'athlétisme en salle 1973.

### Palmarès
| Date | Compétition                                 | Lieu      | Résultat | Performance |
| ---- | ------------------------------------------- | --------- | -------- | ----------- |
| 1973 | Championnats d'Europe d'athlétisme en salle | Rotterdam | 2e       | 5,35 m      |

### Records
| Épreuve          | Performance | Lieu      | Date |
| ---------------- | ----------- | --------- | ---- |
| Saut à la perche | 5,35 m      | Rotterdam | 1973 |